# Hofgericht Königsberg
Das Hofgericht war das oberste Gericht in Ostpreußen. Es bestand in Königsberg von 1506 bis 1782.

## Geschichte
Im Jahre 1506 schuf Hochmeister Friedrich (1473–1510) das Hofgericht (anfangs auch Quatembergericht) an seinem Hof in Königsberg.  Dieses war eigentlich als Oberappellationsgericht gedacht, entwickelte sich aber bald zum höchsten Zivilgericht im Ordensstaat, dann im Herzogtum Preußen.
Es bestand mit mehreren Reformen bis 1782. Danach wurde es durch den Ersten Senat der neuen Ostpreußischen Regierung abgelöst. Ab 1819 war wahrscheinlich das Oberlandesgericht die Nachfolgeinstitution.

## Strukturen
Das Hofgericht wurde anfangs von einem Hofrichter geleitet, dem fünf Adlige und drei Juristen im Collegium zur Seite standen.
Spätestens ab 1774 wurde das Hofgericht von einem Präsidenten geführt, dem ein Vice-Präsident und sieben Räte beistanden. 
Daneben gab es Assessoren (Beisitzer), Hofgerichtsadvokaten (Rechtsanwälte mit Zulassung für das Hofgericht) und Referendare (auch Auskultatoren genannt).